# ایکست اف اس
ایکست اف اس (انگلیسی: Ikast FS) یک باشگاه فوتبال دانمارکی است که در سال ۱۹۹۹ میلادی، تیم اول آن با ادغام هرنینگ فرماد باعث تشکیل باشگاه فوتبال میتیولن شدند.
این تیم در سال‌های ۱۹۸۶، ۱۹۸۹ و ۱۹۹۷ به فینال جام حذفی فوتبال دانمارک راه پیدا کرده‌بود.

## دست‌آوردها
- ۱۷ فصل در سوپر لیگ فوتبال دانمارک
- ۲۱ فصل در لیگ دسته ۱ دانمارک
- ۸ فصل در لیگ دسته ۲ دانمارک